# Žigartov vrh
Žigartov vrh je s 1347 m najvišji vrh vzhodnega dela Pohorja. Na vrhu stoji dotrajan 23 m visok stolp, ki je bil postavljen samo za potrebe zemljemerstva, označeval je obstoječo trigonometrično točko 1. reda št. 215. Novejša točka 0. reda stoji v bližini pri cerkvi sv. Areha.
Vrh ima vpisno skrinjico (brez žiga, tega se dobi na Ruški koči), zaradi gozda ni razgleda. Pešpot z Ruške koče traja 30 minut.